# Centre d'études prospectives pour Monaco
 (août 2025).
Le Centre d'études prospectives pour Monaco, abrégé CEPROM, est un ancien organisme public de la principauté de Monaco. Organe de consultation et de promotion créé en 2005 et dissout en 2023, il est vu comme un « think tank de la Maison souveraine » et co-organise une conférence annuelle.

## Histoire
Le Centre d'études prospectives pour Monaco est institué par ordonnance du 3 novembre 2005, publié au Journal de Monaco du 11 novembre. Les personnes affectées au CEPROM font partie de la Maison souveraine par ordonnance souveraine du 2 juin 2015 qui introduit les Statuts de la famille souveraine. Il devient une sorte de « think tank de la Maison souveraine ».
À partir de 2016, le CEPROM organise des conférences au Musée océanographique de Monaco, conjointement avec le Centre européen de la Fondation de l'économie autrichienne (European Center of Austrian Economics Foundation, ECAEF) établi au Liechtenstein et en présence notamment du prince de Liechtenstein, Hans-Adam II. Ces rencontres, qui « permettent de bénéficier d'intervenants de tout premier plan sur des réflexions essentielles pour l'avenir de la Principauté », sont surnommées « le Forum [de] Davos des petits États »,.
| Numéro | Année | Thème                                                                                              |
| ------ | ----- | -------------------------------------------------------------------------------------------------- |
| 1      | 2016  | La banqueroute de l'État-providence à travers le monde. La fin du rêve sera-t-elle un cauchemar ?, |
| 2      | 2017  | Les forces des petits États européens dans le IIIe millénaire,                                     |
| 3      | 2018  | La concurrence des monnaies : fléau ou remède,                                                     |
| 4      | 2019  | Vers une alternative viable des marchés et un esprit d'entreprise pour protéger l'environnement    |
| 5      | 2021  | L'intérêt public est-il vraiment dans l'intérêt du public                                          |

L'ordonnance souveraine du 21 juin 2023 abroge l'ordonnance souveraine du 3 novembre 2005, ce qui fait porter dissolution du Centre d'études prospectives pour Monaco, publié au Journal de Monaco du 23 juin.

## Objet
Il « a pour mission de promouvoir le développement, dans la principauté de Monaco, d'activités novatrices dans le domaine des connaissances et de l'intelligence ».

## Composition

### Membres permanents
Le président du CEPROM est le prince de Monaco. De sa création jusqu'en 2022, le CEPROM est composé :
- du ministre d'État ;
- du président du Conseil national ;
- du directeur du Cabinet princier.

La composition est changée par ordonnance du 4 mai 2022 et font alors partie du CEPROM :
- le chef de Cabinet princier ;
- le premier conseiller privé du Prince ;
- l'administrateur des Biens ;
- le chargé de mission du Cabinet princier[12].

Si les fonctions de secrétaire général sont d'abord exercées par l'un des membres désignées par le président (le prince), elles sont formellement confiées à partir de 2015 à Emmanuel Falco, conseiller privé du prince,,, puis au chargé de mission du Cabinet princier en 2022.

### Membres désignés
Il comprend également des personnalités désignées en fonction de leurs compétences, par voie d'ordonnance souveraine.
| Personnalité    | Qualité                                                            | Date de nomination | Durée |
| --------------- | ------------------------------------------------------------------ | ------------------ | ----- |
| Thierry Lacoste | Avocat au Barreau de Paris                                         | 3 novembre 2005    | —     |
| Thierry Lacoste | Avocat au Barreau de Paris                                         | 24 juillet 2015    | 3 ans |
| Thierry Lacoste | Avocat au Barreau de Paris                                         | 15 juillet 2018    | 3 ans |
| Thierry Lacoste | Avocat au Barreau de Paris                                         | 15 juillet 2021    | 3 ans |
| Claude Palmero  | Administrateur des biens du Prince                                 | 3 novembre 2005    | —     |
| Claude Palmero  | Administrateur des biens du Prince                                 | 24 juillet 2015    | 3 ans |
| Claude Palmero  | Administrateur des biens du Prince                                 | 15 juillet 2018    | 3 ans |
| Claude Palmero  | Administrateur des biens du Prince                                 | 15 juillet 2021    | 3 ans |
| Laurent Anselmi | Secrétariat général de la chancellerie de l'ordre de Saint-Charles | 24 juillet 2015    | 3 ans |
| Laurent Anselmi | Secrétariat général de la chancellerie de l'ordre de Saint-Charles | 15 juillet 2018    | 3 ans |
| Laurent Anselmi | Secrétariat général de la chancellerie de l'ordre de Saint-Charles | 15 juillet 2021    | 3 ans |
| Emmanuel Falco  | Conseiller privé du prince                                         | 24 juillet 2015    | 3 ans |
| Emmanuel Falco  | Conseiller privé du prince                                         | 15 juillet 2018    | 3 ans |
| Emmanuel Falco  | Conseiller privé du prince                                         | 15 juillet 2021    | 3 ans |

### Membres invités
En outre, son président (le prince) peut inviter à participer aux travaux toute personne dont le concours à titre occasionnel lui apparaît justifié

## Fonctionnement
Le CEPROM est consulté sur toutes les questions qui lui sont soumises par son président (le prince) et se réunit sur la convocation du secrétaire général. Les délibérations du Centre sont consignées dans un procès-verbal daté et signé par le secrétaire général.